# Törökszentmiklós
Törökszentmiklós est une ville et une commune du comitat de Jász-Nagykun-Szolnok en Hongrie.

## Personnalités liées à la commune
- Csaba Bukta (2001-), footballeur hongrois, y est né.